# 파키스탄 국제항공 740편 충돌 사고
파키스탄 국제항공 740편은 나이지리아 카노를 출발, 제다 경유, 파키스탄 카라치로 오던 파키스탄 국제항공 소속 보잉 707기가 제다 국제공항 이륙 직후 기내 화재로 메카 인근 산에 추락해서 탑승자 156명 전원이 사망한 사고다.

## 같이 보기
- 항공 안전
- 사우디아 항공 163편 화재 사고